# Bredberi
Bredberi (Бредбері) - український рок-гурт з Київщини (Вишгород та Київ), який виконує авторські пісні у стилях поп-рок, інді-рок. 
Актуальний склад існує з кінця 2018 року, а активну музичну діяльність Bredberi розпочали з 2019 року. 
До цього декілька разів змінювався склад гурту та стиль виконання (1.2 Ранні роки (2005 - 2008) та 1.3(2009 - 2017).

## Історія

### Новий початок
2018 рік.
- фронтменом гурту стає Денис Влад.
- до гурту повертається Володимир Матвіюк – ударні інструменти.
- за допомоги та підтримки звукорежисера та гітариста Ігоря Котвицького завершується запис та зведення двох синглів – «Дизайнер» та «Вибір» на студії «Near Clouds records».

2019 рік.
- промо фотосесія Святослава Поповича м. Вишгород 19.01.
- гурт підписав контракт з «УМИГ Мьюзик».
- участь у відбірковому турі фестивалю «Тарас Бульба», м. Київ, клуб «Теплий Ламповий».
- участь у відбірковому турі фестивалю «Emergenza Festival Kiev - 1st step/2-3», м. Київ, клуб «Теплий Ламповий» 20.10.
- Промо фотосесія Дмитро Юрченко м. Вишгород.
- виступ на «Just Rock» у клубі «Бочка на Хрещатику» у форматі «лайт», м. Київ 24.11.
- участь у «Festival Of Ukrainian Alternative Videoclip», м. Київ, клуб «Теплий Ламповий» 15.12.[1]

2020 рік.
- участь у другому відбірковому турі фестивалю «Emergenza Festival Kiev - 2st step», м. Київ, клуб «MonteRay Karaoke Hall», запис відео на пісню «Живий».
- запис та зйомка відео-матеріалу на акустичну композицію «Долорес».
- виступ до Дня Прапора на сцені «SFERA Beach Club», м. Київ, парк «Муромець» 23.08.

2021 рік.
- виступ на «Чортоднюха + 25 років конферансу» (День 3 Rock Mix), м. Київ, «Volume Club», 21.02.
- початок співпраці з студією звукозапису «SoundPlant» над записом альбому, м. Київ, 08.04.
- влітку у співпраці з Максом Кравченко (BREAK IN) та студією звукозапису «Rayvan Records» випуск синглу «Золотий Храм».
- 18 вересня гурт Bredberi фіналіст І-го Всеукраїнського конкурсу-фестивалю «Гонта Фест», м. Умань[2].

2022 рік.
- Першого лютого Bredberi представив сингл та відео на пісню «Долорес», яка присвячена пам'яті Долорес О'Ріордан (Dolores O'Riordan) .
- 11 липня у співпраці з Максом Кравченко (BREAK IN) та студією звукозапису «Rayvan Records» виходить сингл «Лютий_2022» .
- 15 липня реліз альбому ПЕРЕТВОРЕННЯ
- 19 липня на сингл «Лютий_2022» гурт Bredberi представив офіційне відео: Bredberi - Лютий_2022 [OFFICIAL VIDEO] .

2023 рік.
- 1 березня на пісню «Весна» гурт Bredberi представив офіційне відео: Bredberi - Весна .
- 18 червня участь у півфіналі Summer Music Camp від Muscreators на локації Х-парку, м. Київ, парк «Муромець».
- 9 липня відбір музичного конкурсу Royal Battle of the Bands від Kyiv Kills та РеалМюзік, м. Київ, клуб «Теплий Ламповий»
- 10 листопада гурт представив сингл «Крижана Пустеля» та лірик відео: Bredberi - Крижана Пустеля [Lyric video] .

2024 рік.
- 4 лютого гурт Bredberi взяв участь у благодійному концерті для підтримки українських захистників, м. Київ, Docker Pub.

### Ранні роки (2005 - 2008)
Перший склад гурту Bredberi з’явився у 2005 році. Автор текстів та гітарист Віктор Іщук разом з Ольгою Терещенко (електроскрипка), з Аркадієм Сотником (бас) та Василем Царуком (ударні) створили спочатку двомовний проект, але за три роки повністю перейшли на тексти українською. 
2005 рік.
- перший виступ рок-гурту Bredberi (18.10.2005) у столичному арт-клубі «44» за підтримки команди «Коло Хмар» та особисто Геннадія Кліменко, м. Київ.

2006 рік.
- запис демо «Зозуля» та «Колір Серця» на студії Ігоря Дубровського «Не бойся Маша».
- участь у рок-фестивалі «Рок-Квартал» у м. Балаклава, АР Крим.
- участь у Байкерському сльоті, берег Київського водосховища, Київська область.
- відбірковий тур Червона Рута (фестиваль), м. Київ, концертний зал Конгрес-Холу Президент-готелю «Київський».

2007 рік.
- рок-фестиваль «Рок-Ластівки»[3], м. Київ, клуб Bingo;
- рок-фестиваль The World Of The Jam 2007, м. Луганськ. Запис синглу та зйомка відео-кліпу на пісню «Справжня Історія Твого Життя». Пісня виходить на DVD збірнику  Moon Records «Мир Джема. Сезон 2007»[4]
- концерт присвячений Дню молоді, м. Київ
- концерт присвячений Дню працівників професійно-технічний освіти, м. Київ, Майдан Незалежності

2008 рік.
- зміна у складі: Віктор Сербін – ударні.
- рок-фестиваль The World Of The Jam 2008, м. Луганськ. Запис синглу та зйомка відео-кліпу на пісню «По тонкому льду» (рос.). Відео потрапило у ротацію на каналі альтернативної музики A-One Україна.
- рок-фестиваль «Рок-Ластівки», м. Київ, клуб Bingo.

### (2009 - 2017)
2009 рік.
- доповнення у складі: Дмитро Шелаєв – вокал.
- перший виступ з новим вокалістом у клубі «Filin», м. Київ.[5]
- виступи у клубі «Чеширський Кіт», м. Київ.
- пісня «По тонкому льду» увійшла у збірку «101 пісня сучасного андеграунду. Випуск 1», м. Київ, Продюсерський центр «101», CD[6]

2010 рік.
- Rock This Night 17.02 у клубі «Прайм» м. Київ.
- виступ у клубі «Cherry Club» 27.03 м. Вишгород.
- «Рок великого міста» 31.03 у клубі «Прайм» м. Київ.
- відбірковий тур рок-фестиваля «Червона Рута», м. Київ.
- виступ у клубі «Бурбон» м. Київ (припинення виступу адміністрацією закладу тому, що «занадто гучні»).
- концерт присвячений Дню міста Боярка.
- концерт присвячений Дню міста Вишгород.
- «Рок Смуга» 18.08 у клубі «Прайм» м. Київ.
- рок-фестиваль Global Battle Of The Bands, м. Київ, клуб Bingo. Створення live-відео творчим колективом PicOi: «Загублена» та «Золотий Храм»

- «Bodun Party» у клубі «Cherry Club» 01.02 м. Вишгород.
- Запис на базі гурту «DreamPlanet» демо трьох композицій: «Сон», «Натура», «Білі Птахи».
- Промо фотосесія в майстерні Олексія Кіпєнко, м. Київ.

2011 рік.
- виступ у клубі «Cherry Club», м. Вишгород.
- виступ 08.02 у клубі «Прайм», м. Київ.
- «ROCK!TILL YOU DROP!» у клубі «Прайм» 31.05, м. Київ[7].
- фінал конкурсу «Stereo типи» 11.06. у клубі «Лєнін» м. Київ[8].
- спроба запису альбому. Але записані та підготовлені 14 треків було втрачено з-за псування студійного комп’ютера.
- фестиваль «Бочка Джекпот» 22.11 у клубі «Бочка Пивна на «Петрівці», м. Київ.

2012 рік.
- зміни у складі: Ольга Терещенко – електроскрипка, залишає гурт.
- виступ у клубі «Underground» (січень) у скороченому складі, м. Київ.
- включення до складу гурту Марії Маринчак – клавішні інструменти та робота над новим матеріалом.
- перший виступ 16.12 у клубі «Прайм» м. Київ у оновленому складі.

2013-2014 роки.
- зміни у складі: Володимир Матвіюк – ударні інструменти.
- виступ у клубі «Underground», м. Київ 18.05.2014.
- виступ у клубі «CityPUB», м. Київ 22.08.
- виступ у клубі «Бочка на Хрещатику», м. Київ 21.09.
- виступ у клубі «BarHot», м. Київ 20.11.
- виступ у клубі «Бочка на Хрещатику», м. Київ 27.11.
- виступ у клубі «BarHot», м. Київ 25.12.

2015 рік.
- виступ у клубі «Бочка на Хрещатику», м. Київ 15.01.
- фестиваль «Чиста планета» у клубі «Route 66», м. Київ 01.03.
- виступ у клубі «Fight House», м. Київ 19.03.
- виступ у клубі «Route 66», м. Київ 03.05.
- участь у фестивалі «Рок-Булава», м. Переяслав-Хмельницький, 23.06.
- виступ на концерті, присвяченому Дню міста Вишгород (м. Вишгород, Співоче поле 10.08).
- виступ у клубі «Бочка на Хрещатику», м. Київ 20.09.
- виступ у клубі «Barvy», м. Київ 16.10.
- виступ у клубі «Бочка на Хрещатику», м. Київ 27.11.

2016 рік.
- сольний концерт у клубі «Ukrop», м. Київ 27.01.
- «Рок тусовка в Бочці», виступ в Арт-пабі «Бочка на Подолі», м. Київ 07.02.
- виступ у клубі «Ukrop», м. Київ 22.04.
- виступ у клубі «Бочка на Хрещатику», м. Київ 02.06.
- виступ на концерті, присвяченому Дню міста Вишгород (м. Вишгород, Співоче поле 24.09).
- конкурс «» у клубі «Бочка на Хрещатику», м. Київ 21.09.

2017 рік.
- Віктор Іщук разом з Володимир Матвіюк беруть  участь у прямому ефірі на Folk FM, Михайлівська площа, м. Київ 17.04.
- початок роботи над записом пісень «Дизайнер» та «Вибір» у студії Генадія Кліменко «Near Clouds records», м. Київ. Але призупинення роботи на невизначений термін у зв’язку з трагічною смертю Генадія Кліменко 28 червня 2017 року.
- участь у «Rock Battle» в «Dockers ABC», м. Київ 27.07.
- виступ на сцені «Бороди Бара» разом з «BeTwins», «Проти Ночі», «Edwin Hubble» м. Київ 04.08.
- участь у «ArtSkinFest», м. Київ 22.10.
- гурт залишає Володимир Матвіюк (ударні інструменти).
- гурт бере тимчасову паузу.

2018 рік.
- створення та єдиний виступ проекту BredberiShortDrinks у «SurfClub» м. Київ 16.02.
- сольні виступи гітариста та клавішниці з проектом «Nahodkin&MelissaAir».

## Склад

### Учасники
| Ім'я              | Роль                      | Роки в гурті |
| ----------------- | ------------------------- | ------------ |
| Денис Влад        | вокал                     | з 2018       |
| Віктор Іщук       | гітара, тексти, бек-вокал | з 2005       |
| Аркадій Сотник    | бас-гітара                | з 2005       |
| Марія Маринчак    | клавішні, бек-вокал       | з 2012       |
| Володимир Матвіюк | ударні                    | з 2014       |

### Колишні учасники
| Справжнє ім'я   | Роль           | Роки в гурті |
| --------------- | -------------- | ------------ |
| Ольга Терещенко | електроскрипка | 2005—2011    |
| Василь Царук    | ударні         | 2005—2008    |
| Віктор Сербін   | ударні         | 2008—2014    |
| Дмитро Шелаєв   | вокал          | 2009—2017    |

## Дискографія

### Студійні альбоми
- 2022 - ПЕРЕТВОРЕННЯ -  Студія SoundPlant (м.Київ)

1. Весна
2. 100% Життя
3. Перетворення
4. Колір Серця
5. Білі Птахи
6. Загублена/L.O.S.T.
7. Живий

### Сингли
- «Зозуля» (2006)
- «Колір Серця» (2006)
- «Справжня Історія Твого Життя» (2007)
- «По тонкому льду» (2008)
- «Сон» (2010)
- «Натура» (2010)
- «Білі Птахи» (2010)
- «Дизайнер» (2019)
- «Вибір» (2019)
- «Золотий Храм» (2021)
- «Долорес» (2022)
- «Лютий_2022» (2022)
- «Крижана Пустеля» (2023)

### Збірки
- «Мир Джема. Сезон 2007» Moon Records (пісня «Справжня Історія Твого Життя»)
- «101 пісня сучасного андеграунду. Випуск 1», Продюсерський центр «101» (пісня «По тонкому льду»)
- «U-ROCKова ДЮЖИНА №3 | Збірка української музики» (пісня «Вибір»)